# Луцкий, Владимир Борисович
Владимир Борисович Луцкий (15 (28) июня 1906, Бердянск — 17 декабря 1962, Москва) — советский историк-арабист, кандидат исторических наук.

## Биография
Родился в семье банковского служащего. В 1923 году, будучи студентом факультета общественных наук Ростовского университета, за распространение сионистских идей был арестован и выслан из СССР. В 1924—1925 годах жил в подмандатной Палестине, где вступил в коммунистическую партию Палестины. В 1926 году вернулся в СССР.
В 1930 году окончил арабское отделение дипломатического факультета Московского института востоковедения. Преподавал в этом Институте, Ленинградском восточном институте и МГУ. В 1932—1936 годах — научный сотрудник Международного аграрного института, в 1932—1948 годах — Института истории, в 1956—1960 годах — Института этнографии, с 1960 года — Института Африки АН СССР.
Участник Великой Отечественной войны.
Похоронен на Донском кладбище.

## Научное наследие
Автор более 100 работ по проблемам национально-освободительного движения арабских народов, а также фундаментального труда «Новая история арабских стран» (в 1966 году переведён на английский язык, в 1971 году — на арабский язык).
Редактировал ряд трудов по истории и экономике арабских стран и этнографии арабов.
Создал школу советских арабистов в области истории нового и новейшего времени.

### Труды
- Узбекистан и Египет. Итоги двух систем. М., 1934.
- Османская империя. — В кн.: Новая история колониальных и зависимых стран. Т. 1. М., 1940, с. 93—108, 165—200.
- Северная Африка. — В кн.: Новая история колониальных и зависимых стран. Т. 1. М., 1940, с. 203—215, 474—488.
- Египет. — В кн.: Новая история колониальных и зависимых стран. Т. 1. М., 1940, с. 459—473.
- Англия и Египет. М., 1947.
- Англо-египетский конфликт перед Советом Безопасности: Стенограмма публичной лекции. М., 1947.
- Арабские страны. М., 1947.
- Арабы Сирии. — В кн.: Народы Передней Азии. М., 1957, с. 447—477.
- Арабы Ливана. — В кн.: Народы Передней Азии. М., 1957, с. 478—496.
- Арабские страны под турецким господством. — В кн.: Всемирная история. Т. 5. М., 1958, с. 229—237.
- Национально-освободительная война в Сирии. 1925—1927 гг. М., 1964.
- Новая история арабских стран. М., 1965; 1966.
- Арабский вопрос и державы-победительницы в период Парижской мирной конференции (1918—1919 гг.). — В кн.: Арабские страны: история, экономика. М., 1966.